# La casa en el confín de la tierra
La casa en el confín de la tierra (en inglés The House on the Borderland) es una novela de horror sobrenatural de 1908 del escritor británico de literatura fantástica William Hope Hodgson.
Al conocer las novelas de Hodgson en 1934, el escritor estadounidense de terror H. P. Lovecraft elogió extensamente La casa en el confín de la tierra y otras obras, y, mucho más tarde, el especialista del género Terry Pratchett calificó a la novela como "el Big Bang en mi universo privado como lector y, luego, escritor de ciencia ficción y fantasía".

## Contenido
La novela es un relato alucinante de la estancia de un recluso en una casa remota y de sus experiencias con criaturas sobrenaturales y dimensiones de otro mundo.

## Edición en castellano
- Trilogía del Abismo, incluye Los botes del Glen Carrig, La casa en el confín de la Tierra y Los piratas fantasmas. Colección Gótica 58. Editorial Valdemar, 2005. ISBN 9788477025085; reedición 2021. ISBN 978-84-7702-922-9.
- La casa en el confín de la tierra. Colección Club Diógenes 93. Editorial Valdemar, 1998, 2022 (reedición). ISBN 9788477028482
- La casa en los confines de la Tierra. Hermida Editores, 2015. ISBN 9788494360688.